# Lichtenštejnská knížecí koruna

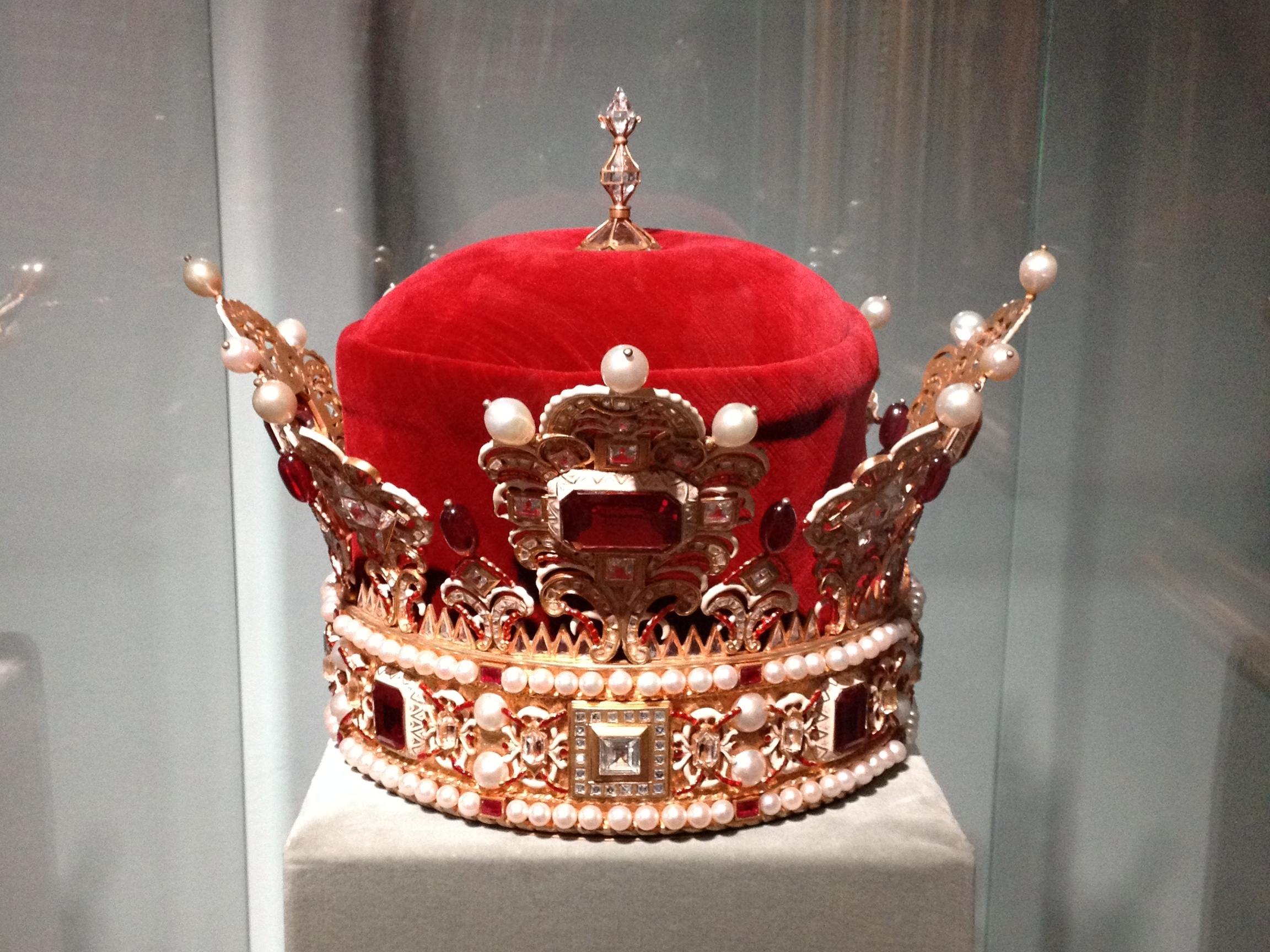
Vévodská koruna - klobouk v Lichtenštejnském státním muzeu před přesunem do pokladnice (2014)

Vévodská koruna, resp. klobouk knížat z Lichtenštejna je panovnická insignie ze 17. století. Původní vévodský klobouk byl vyroben ze zlata, diamantů a perel z knížecí pokladnice rodu Lichtenštejnů. Po zmizení originálu vévodské koruny nyní existuje v podobě repliky.

## Historie

### Původní vévodská koruna - klobouk

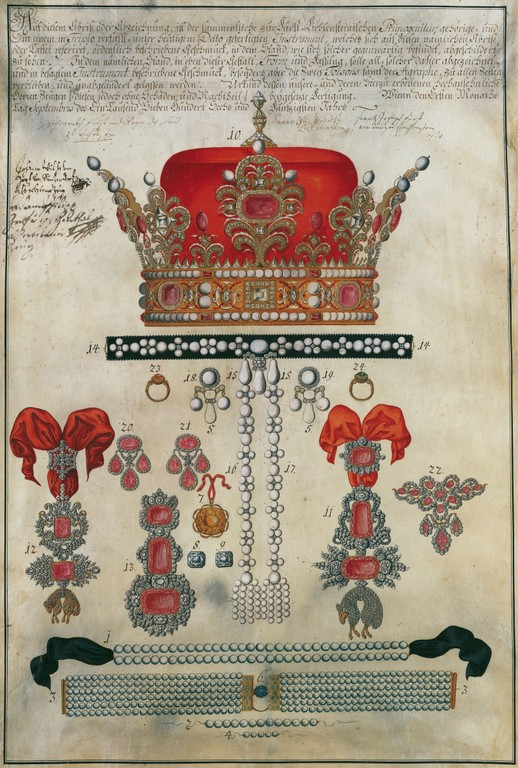
Ilustrace vévodské koruny vedle dalších insignií na kvaši z roku 1756

V roce 1614 kníže Karel I. z Lichtenštejna získal Opavské vévodství. Tím se stal vládcem země a chtěl tuto důstojnost vyjádřit insigniemi, to se mu však kvůli politickým potížím podařilo až kolem roku 1622. Poté, co 13. května 1623 v léno obdržel také Krnovské vévodství, objednal v témže roce u klenotníka a obchodníka Daniela de Briers ve Frankfurtu nad Mohanem zhotovení vévodskou korunu a vévodský meč.
Koruna byla dokončena na podzim roku 1626. Diadém ve tvaru lilie červeným kloboukem uprostřed byla osazena perlami, rubíny a diamanty. Z konečné faktury lze soudit, že čelenka měla původně kožešinový lem. 
Poslední zmínka o vévodském koruny je v rodové smlouvě z 1. září 1756. Od smrti knížete Josefa Václava v roce 1772 je nezvěstný. V téže době bylo oznámeno, že úřad rodového svěřenství postrádá dva prsteny z rodinných šperků. Z inventáře ovšem není zřejmé, že by vévodská koruna tehdy chyběl. Když však v roce 1781 zemřel jeho nástupce František Josef I., koruna již nebyla přítomna. V inventáři úřadu je v kolonce vévodské koruny lakonická poznámka „chybí“. 

### Pozdější replika
V roce 1976 darovala lichtenštejnská zemská vláda a lichtenštejnské obce tehdejšímu knížeti Františku Josefu II. k jeho 70. narozeninám repliku vévodské koruny. Ta byla vystavena v Lichtenštejnském státním muzeu. V roce 2015 se vévodský klobouk dočkal vlastní vitríny v nově zřízené Lichtenštejnské pokladnici.

## Lichtenštejnské výročí razítko
K 300. výročí knížectví vydala Lichtenštejnská pošta v roce 2019 vyšívanou známku ve tvaru vévodské koruny. Tato edice byla omezena na 70 000 kusů. Kromě toho byla v roce 2019 vydána speciální edice za pořizovací cenu 300 franků. Tyto známky obsahovaly nit z pravého 24karátového zlata a osm krystalků zn. Swarovski. Oba měly nominální hodnotu 6,30 franků. 